# HMS Resolution (1892)
O HMS Resolution foi um couraçado pré-dreadnought operado pela Marinha Real Britânica e a sexta embarcação da Classe Royal Sovereign. Sua construção começou em junho de 1890 nos estaleiros da Palmers Shipbuilding e foi lançado ao mar em maio de 1892, sendo comissionado na frota em dezembro do ano seguinte. Era armado com uma bateria principal composta por quatro canhões de 343 milímetros montados em duas barbetas duplas, tinha um deslocamento carregado de mais de quinze mil toneladas e alcançava uma velocidade máxima de 17,5 nós.
O Resolution teve uma carreira tranquila e sem grandes incidentes, com suas principais atividades consistindo em exercícios e manobras de rotina junto com o resto da frota. Ele atuou durante sua carreira ativa inteira como parte da Frota do Canal. Entre 1901 e 1903 foi usado como navio de guarda no porto de Holyhead no País de Gales, sendo no ano seguinte colocado na reserva, onde permaneceu até ser descomissionado em agosto de 1911. Depois disso permaneceu inativo aguardando descarte até ser vendido para desmontagem nos Países Baixos em 1914.

## Características

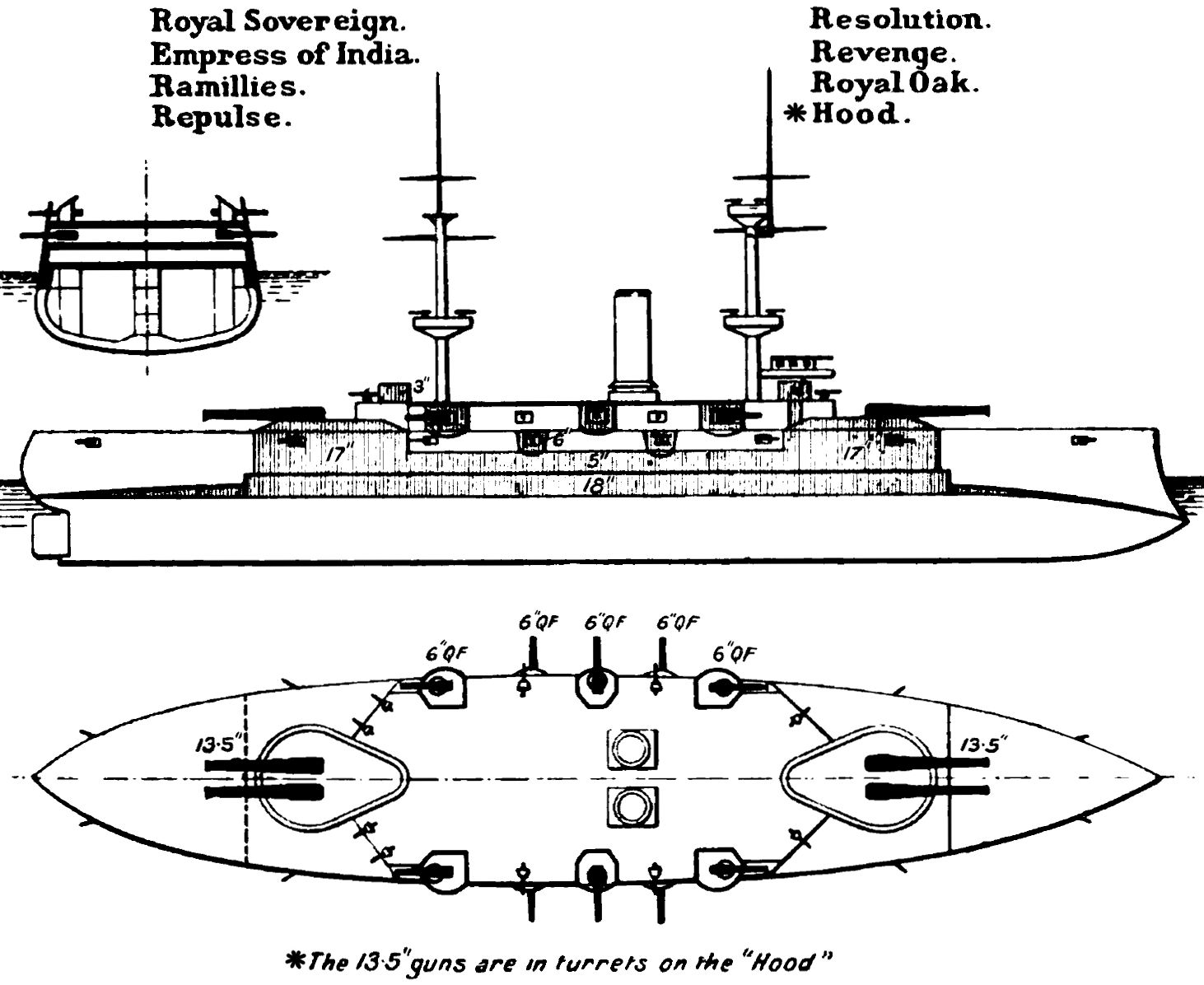
Desenho da Classe Royal Sovereign

O Resolution tinha 125,1 metros de comprimento de fora a fora, boca de 22,9 metros e calado de 8,4 metros. Tinha um deslocamento normal de 14 380 toneladas e um deslocamento carregado de 15 830 toneladas. Seu sistema de propulsão era composto por oito caldeiras cilíndricas que alimentavam dois motores Humphrys & Tennant verticais de tripla-expansão com três cilindros. A potência total forçando-se as caldeiras era de 11 150 cavalos-vapor (8,2 mil quilowatts) para uma velocidade máxima de 17,5 nós (32,4 quilômetros por hora). Podia carregar até 1 443 toneladas de carvão para uma autonomia de 4 720 milhas náuticas (8 740 quilômetros) a dez nós (dezenove quilômetros por hora). Sua tripulação era composta por 670 oficiais e marinheiros.
O armamento principal era composto por quatro canhões calibre 32 de 343 milímetros montados em duas barbetas abertas, uma à vante e uma à ré da superestrutura. O armamento secundário tinha dez canhões calibre 40 de 152 milímetros em casamatas. A defesa contra barcos torpedeiros consistia em dezesseis canhões de 57 milímetros e doze canhões Hotchkiss de 47 milímetros. O navio também foi equipado com sete tubos de torpedo de 356 milímetros. O cinturão principal de blindagem tinha 356 a 457 milímetros de espessura, sendo fechado em cada extremidade por anteparas transversais de 356 a 406 milímetros. Acima ficava uma camada de proteção de 102 milímetros com anteparas oblíquas de 76 milímetros. As barbetas tinham 279 a 432 milímetros, enquanto as casamatas tinham 152 milímetros. O convés blindado tinha espessura de 64 a 76 milímetros. A torre de comando de vante tinha laterais de 305 a 356 milímetros e a torre de ré tinha 76 milímetros.

## Carreira

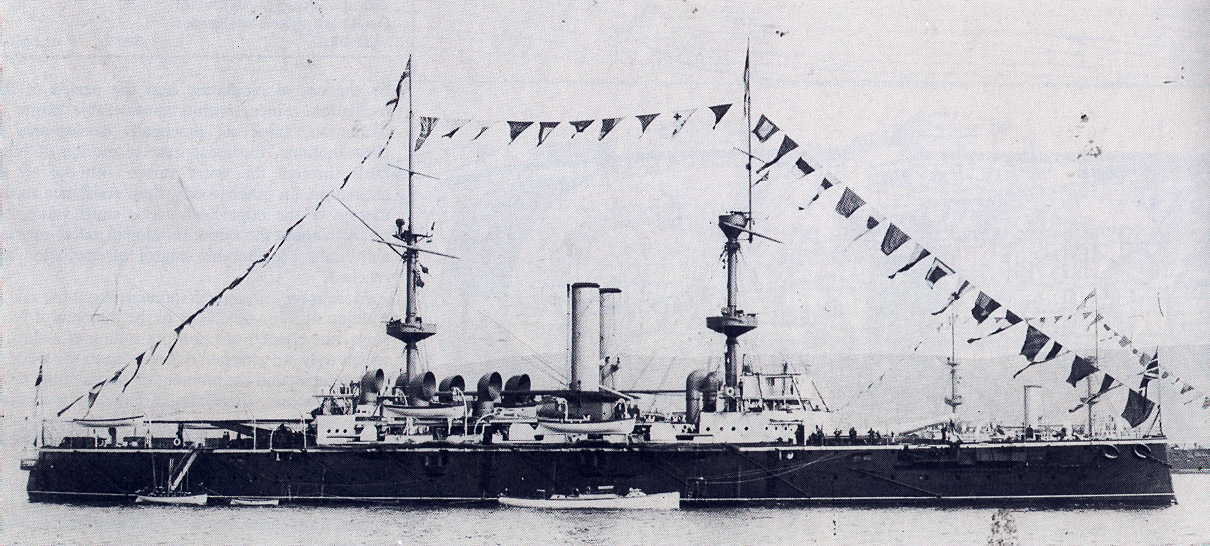
O Resolution em 1895

O batimento de quilha do Resolution ocorreu em 14 de junho de 1890 nos estaleiros da Palmer Shipbuilding and Iron Company em Jarrow e foi lançado ao mar em 28 de maio de 1892, sendo finalizado em novembro de 1893. Seu custo de construção foi de 875 522 libras esterlinas, mais 78 295 libras dos armamentos. Seus testes marítimos ocorreram em dezembro e ele foi comissionado em 5 de dezembro para serviço na Frota do Canal. Viajou para Gibraltar pouco depois e durante o caminho sofreu de grande balanço em clima ruim, forçando seu retorno para a Irlanda e então para Devonport a fim de passar por reparos. Esteve presente em agosto de 1894 para as manobras anuais da frota ao sudoeste do Reino Unido como parte da "Frota Vermelha". Foi recomissionado para mais serviço na Frota do Canal em 9 de abril de 1895. Colidiu com seu irmão HMS Repulse em 18 de julho de 1896, sofrendo pequenos danos na quilha e em placas do casco. Mesmo assim participou entre 24 e 30 de julho das manobras anuais, desta vez como parte da "Frota A".
Participou em Spithead em 26 de junho de 1897 de uma revista naval em celebração do jubileu de diamante da rainha Vitória. Esteve presente entre 29 de julho e 4 de agosto de 1899 nas manobras anuais da frota no Oceano Atlântico como parte da "Frota A". Também participou das manobras no ano seguinte, também entre julho e agosto, desta vez como parte da formação chamada "Frota A2". Foi descomissionado em 9 de outubro de 1901 e colocado na reserva, mas foi recomissionado em 17 de novembro sob o comando do capitão James Goodrich para servir de navio de guarda em Holyhead, com seus oficiais e tripulantes tendo sido transferidos do ironclad HMS Colossus.

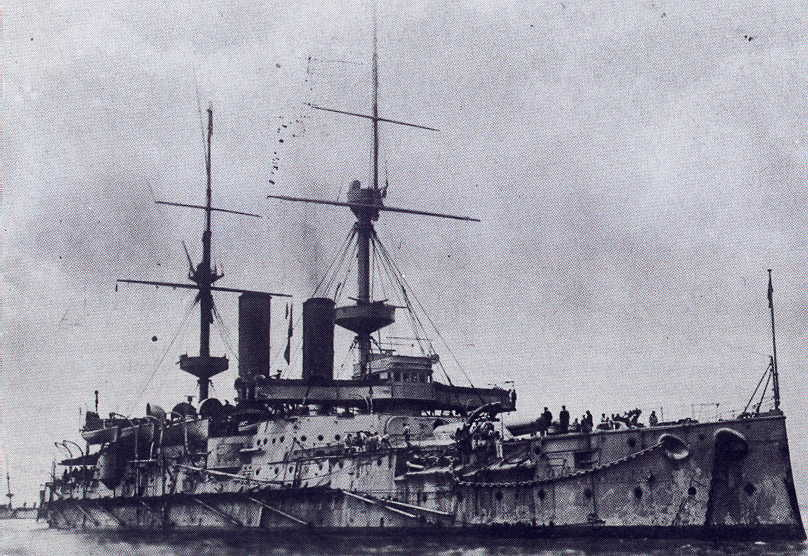
O Resolution em 1903

O capitão Cecil Burney assumiu o comando em 27 de maio de 1902. O Resolution foi a capitânia do contra-almirante George Atkinson-Willes, segundo em comando da Frota Doméstica, em 16 de agosto na revista de coroação do rei Eduardo VII. O capitão John Edward Bearcroft assumiu o comando em 16 de setembro, retornando para seus deveres guarda em Holyhead depois de Atkinson-Willes ter transferido sua capitânia para o HMS Empress of India. Foi tirado de serviço em 8 de abril de 1903 para reformas.
Foi recomissionado em 5 de janeiro de 1904 para substituir o ironclad HMS Sans Pareil como navio de guarda em Sheerness. Foi transferido em 20 de junho para a Frota de Reserva. Participou em 1906 das manobras anuais da frota, durante as quais acidentalmente colidiu em 15 de julho com seu irmão HMS Ramillies, sofrendo apenas pequenos danos. Mais tarde no mesmo ano passou por reformas em Chatham. Foi transferido em 12 de fevereiro de 1907 para a Divisão de Serviço Especial da Frota Doméstica em Devonport, onde permaneceu até 8 de agosto de 1911. Foi então inativado em Motherbank para ser descartado. O Resolution foi vendido como sucata em 2 de abril de 1914 para a F. Rijsdijk por 35 650 libras, sendo rebocado para os Países Baixos e desmontado.